# Seemäuse
Die Seemäuse, auch Seeraupen (Aphroditidae) sind eine Familie meist großer, frei lebender, räuberischer Vielborster (Polychaeta), die in Meeren weltweit verbreitet sind.

## Merkmale
Die Seemäuse haben im Vergleich zu anderen Vielborstern meist einen kompakten, ovalen, abgeflachten und sehr breiten Körper. Sie werden bis zu 20 cm lang und 8 bis 9 cm breit; lediglich Palmyra aurifera ist mit 15 mm Länge und 8 mm Breite klein. Der gebogene Rücken ist mit einem oft stark schillernden Borstenkleid bedeckt. Die Anzahl der Segmente liegt bei manchen Arten in der Gattung Aphrodita nur zwischen 32 und 36, bei anderen dagegen bei über 40. Das Prostomium (Kopflappen) ist ein stirnseitig gerundeter Doppellappen und das Peristomium zu Lippen um den Mund reduziert. Es gibt eine Mittelantenne, während Seitenantennen fehlen. Bei den meisten Arten ist ein Gesichtsknötchen vorhanden. Die ventral sitzenden, spitz zulaufenden, ungegliederten Palpen sind mit der vorderen Oberfläche des ersten Paars Parapodien verschmolzen. Nuchalorgane sind bei allen Arten vorhanden. Die Längsmuskeln des Hautmuskelschlauches sind in vier Bündeln angeordnet. Das erste Segment krümmt sich um das Prostomium und hat Parapodien, die denen an den anderen Segmenten ähneln. Es gibt zwei Paar Tentakular-Cirren. Die Notopodien sind stets kürzer als die Neuropodien. An sämtlichen Segmenten gibt es entweder dorsale Cirren oder Elytren; auch ventrale Cirren sind vorhanden. Bei Palmyra aurifera fehlen allerdings Elytren. Bei vielen Arten gibt es einfache Papillen an der Bauchseite und an den Parapodien. Der muskulöse, ausstülpbare Pharynx besitzt zwei Paar dorsoventral angeordnete Kiefer, die bei manchen Arten allerdings schwach entwickelt sind, sowie zwei Endpapillen. Der Darm weist in den meisten Segmenten paarige Blindsäcke auf. Ebenso gibt es in den meisten Segmenten Mixonephridien mit einem einfachen Ausscheidungskanal. Das geschlossene Blutgefäßsystem weist kein zentrales Herz auf. Aciculae sind vorhanden, die Chaetae als verschieden gestaltete Härchen und Stacheln ausgeprägt. Der schillernde Rückenpelz wird von Notochaetae in Form von Stacheln, Härchen und feinen, von Spinndrüsen produzierten seidenartigen Fasern gebildet. Solche seidenartigen Notochaetae gibt es ansonsten nur noch bei den Acoetidae.

## Lebensweise
Soweit bekannt, ernähren sich die Aphroditidae räuberisch. Im Darm von Aphrodita aculeata wurden die Reste von Vielborstern der Familien Terebellidae und Sabellidae, aber auch von Zehnfußkrebsen und Schnurwürmern gefunden, während es bei Laetmonice sp. Gehäuse von Foraminiferen waren. In Laborversuchen fraß Aphrodita aculeata lebende Flohkrebse (Corophium volutator), Muscheln (Limecola balthica) und Polychaeten (Nephtys hombergii, Nereis diversicolor), darunter eine Nereis virens, die dreimal so lang wie die Seemaus war.
Die Fortpflanzungsbiologie ist bei den Aphroditidae unzureichend erforscht. Es wird angenommen, dass bei den meisten Arten die Entwicklung über ein frei schwimmendes Larvenstadium erfolgt. Bei Palmyra aurifera sind die 0,3 mm bis 0,4 mm großen Eier so dotterreich, dass eine direkte Entwicklung zum Wurm möglich ist. Larven sind bisher in keiner Weise untersucht worden.

## Gattungen
Die Familie Aphroditidae wird in 8 Gattungen unterteilt:
- Aphrodita Linnaeus, 1758
- Aphrogenia Kinberg, 1856
- Hermionopsis Seidler, 1923
- Heteraphrodita Pettibone, 1966
- Laetmonice Kinberg, 1856
- Palaeoaphrodite Alessandrello & Teruzzi, 1986 †
- Palmyra Savigny, 1818
- Pontogenia Claparède, 1868